# Karamea
Karamea est une localité de la région de la West Coast située dans l’Île du Sud de la Nouvelle-Zélande.

## Situation
C’est la ville de taille significative la plus au nord de la West Coast et qui est située à 96 km de  Westport, au nord-est par la route.
Il n’y a pas d’autre route pour rejoindre la ville et la route nord se termine à la rivière Kohaihai à 20 km de la ville de Karamea, à l'extrémité sud-ouest de la piste Heaphy Track (en).
Le fleuve Karamea s’écoule à travers la ville vers le sud et se déverse dans la Karamea Bight (en), qui fait partie de la Mer de Tasman,.

## Population
La population était de 357 habitants au recensement de 2018 en Nouvelle-Zélande, en diminution de 21 habitants depuis celui de 2013.

## Toponymie
Le nom de Karamea est Maori, malgré des plaisanteries locales suggérant qu'il avait été donné par un Italien pour son amour ; on pense que cela signifie red ochre (ocre rouge) qui serait la corruption de Kakarataramea, « l’odeur des feuilles de chiendent ».

## Géographie
Le fleuve Karamea se jette dans la mer juste au sud de la ville dans la baie de Karamea dans un vaste lagon qui se remplit et se vide complètement à chaque marée. Karamea Bight (en) est une large baie formée par une incurvation de la ligne de côte au nord sur 100 km à partir de Cap Foulwind. Le fleuve Oparara traverse la région et les arches en pierre d’Oparara Basin (en), grands tunnels naturels formés par la rivière dans la falaise, sont une destination touristique bien connue, bien que le tourisme dans la région soit limité, comparativement à la plupart des autres régions de la Nouvelle-Zélande.

## Installations
Le centre-ville de Karamea offre des services locaux comprenant un magasin général, un supermarché, une pompe à essence, un centre d’information, un café, un hôtel, un camping, un motel et un magasin d’« art & artisanat ».

## Histoire
L’occupation Maori dans la région semble avoir été essentiellement saisonnière.
Les premiers européens mais aussi des Chinois, constituèrent les premiers mineurs d’or à arriver dans les années 1860.
Les premières vraies installations de colons européens dans la région intervinrent en 1874, car le plan d’eau et la mer fournissaient le seul moyen de contact avec le reste du monde.
Cette installation initiale était située sur la terrasse sud (dite South Terrace) mais la pauvreté des sols força les habitants à s’installer plus bas dans la vallée.
Une des rives de la rivière (nommée alors Umere) fut connu comme la « Terre Promise » (Land of Promise), l’autre rive (Arapito), fut baptisée la « Promised Land ».
Le tremblement de terre de Murchison de 1929 (Séisme de 1929 Murchison (en))  causa l’envasement du port et coupa les liens par la route locale pendant au moins deux ans.

## Activités économiques
Le fermage était une industrie importante, mais le bûcheronnage devint une industrie majeure avec la culture du phormium et la recherche de l’or, comme moyen de subsistance.
Actuellement, l’industrie du lait reste une industrie majeure au niveau de la ville de Karamea.
L’exploitation des tourbières de sphaignes, la lutte des opossums, la pêche, la production de meubles de qualité, les producteurs de pépinières de plants de tomates fournissent également des revenus importants, alors que l’industrie des services emploie approximativement un quart de la main d’œuvre.
La production des fruits a augmenté dans la région, notamment les tamarillos, qui peuvent croître ici du fait d’un micro-climat doux et sans gel.

## Tourisme
Les touristes visitent Karamea toute l’année pour profiter des nombreuses attractions du paysage de la région qui fait partie du Parc national de Kahurangi.
L’une des 9 grandes randonnées de Nouvelle-Zélande, le Heaphy Track (en) débute (ou finit) au niveau de la rivière Kohaihai, qui est située à environ 20 km au nord de Karamea.
Le Wangapeka Track commence (ou finit) aussi près de Karamea.
Le bassin d’Oparara avec les Arches d’Oparara (en), ses grottes à miel (Grottes de Honeycomb (en))  et sa forêt humide sont également des attractions très populaires.
Le tourisme est un segment de l’économie locale en croissance rapide et la région est souvent qualifiée du « secret le mieux gardé de la Nouvelle-Zélande ».

## Éducation
L’école de ‘Karamea Area School’ est une école mixte composite, allant de l’année 1 à 15, avec un taux de décile de 5 et un effectif de 93 élèves.
L’école a célébré le 125 anniversaire de sa fondation en 2000.

## Climat
Le climat est très humide mais reste doux toute l'année :
Modèle:Weather box.

## Autres lectures
- "Karamea: A Story of Success. Karamea District Centennial 1874-1974" by Dulcie Harmon (2007 Reprint, Buller Printing, Westport)